# Успение Богородично (Ново Делчево)
Вижте пояснителната страница за други значения на Успение Богородично.
„Успение Богородично“ е източнокатолическа църква в санданското село Ново Делчево, България. Църквата е част от Софийската епархия и е единствената католическа църква и енория в Пиринска Македония.

## История на енорията
По време и след Междусъюзническата война, след която Кукушко остава в Гърция, българите униати от Кукуш и кукушките села бягат в България и се установяват в Струмишко. След предаването на Струмишко на Кралството на сърби, хървати и словенци в 1919 година, част от кукушките униати се установяват край Гара Левуново и основават село Делчево (от 1966 г. Ново Делчево). Към края на 1926 година униатите пращат до униатския епископ Кирил Куртев молба за храм и свещеник.
По данни от Централния държавен архив католиците в село Делчево, Светиврачко, са:
| Година | Брой |
| ------ | ---- |
| 1927   | 170  |
| 1934   | 200  |
| 1939   | 190  |
| 1941   | 223  |

От кръщелния регистър на енорията „Успение Богородично“ се вижда произходът на кръстените – Морарци, Кукушко (29 кръщелни свидетелства), Мутолово, Кукушко (14 кръщелни), Мирово, Кукушко (3 кръщелни), Алексово, Кукушко (13 кръщелни), Лельово, Кукушко (1 кръщелно), Горни Тодорак, Кукушко (3 кръщелни) и Баница, Сярско (5 кръщелни).
Като първи енорийски свещени в Ново Делчево епископ Кирил Куртев изпраща отец Никола Костадинчев, като в началото службите се водят в селското училище. Отец Никола Костадинчев е от Стояково и е брат на Магдалина Костадинчева, наследила Еврозия Алоати начело на евхаристинската общност в 1921 година и преместила общността в България. По-късно Костадинчев става свещеник в униатската енория в София. След това свещеници в селото са Димитър Капсаров (1929 – 1930 и 1933 – 1935) и Иван Чекичев (1930 – 1931) и двамата председатели на Македонската католическа лига.
Енорист от 2002 г. е отец Петко Вълов.
Храмов празник – 15 август.

## История на храма
Строителството на църквата започва през 1929 г. и е завършена през 1931 г. В двора ѝ има и манастир на сестрите евхаристинки.
Иконостасните икони в храма са на преподавателя в Художествената академия в София Здравко Каменаров.